# A History of the Blue Movie
A History of the Blue Movie és una pel·lícula documental sobre el cinema pornogràfic del 1970 produït per Graffiti Productions/Sherpix, Inc.
Dirigida per Alex de Renzy, aquesta recopilació de curts primerencs combina "blue movies", que daten de 1915 a 1970, amb un narrador no acreditat.
Fou un dels primers intents de recopilar algunes de les pel·lícules porno americanes més antigues disponibles per a un públic de cinema,i inclou escenes de Grass Sandwich (1915), que és una de les primeres pel·lícules porno conegudes, juntament amb diversos clàssics en la seva totalitat, com la controvertida The Nun Story, Ever Ready, The Janitor, Peeping Tom, i Smart Alec (1951) amb la llegendària stripper Candy Barr.